# Mikra'ot gdolot

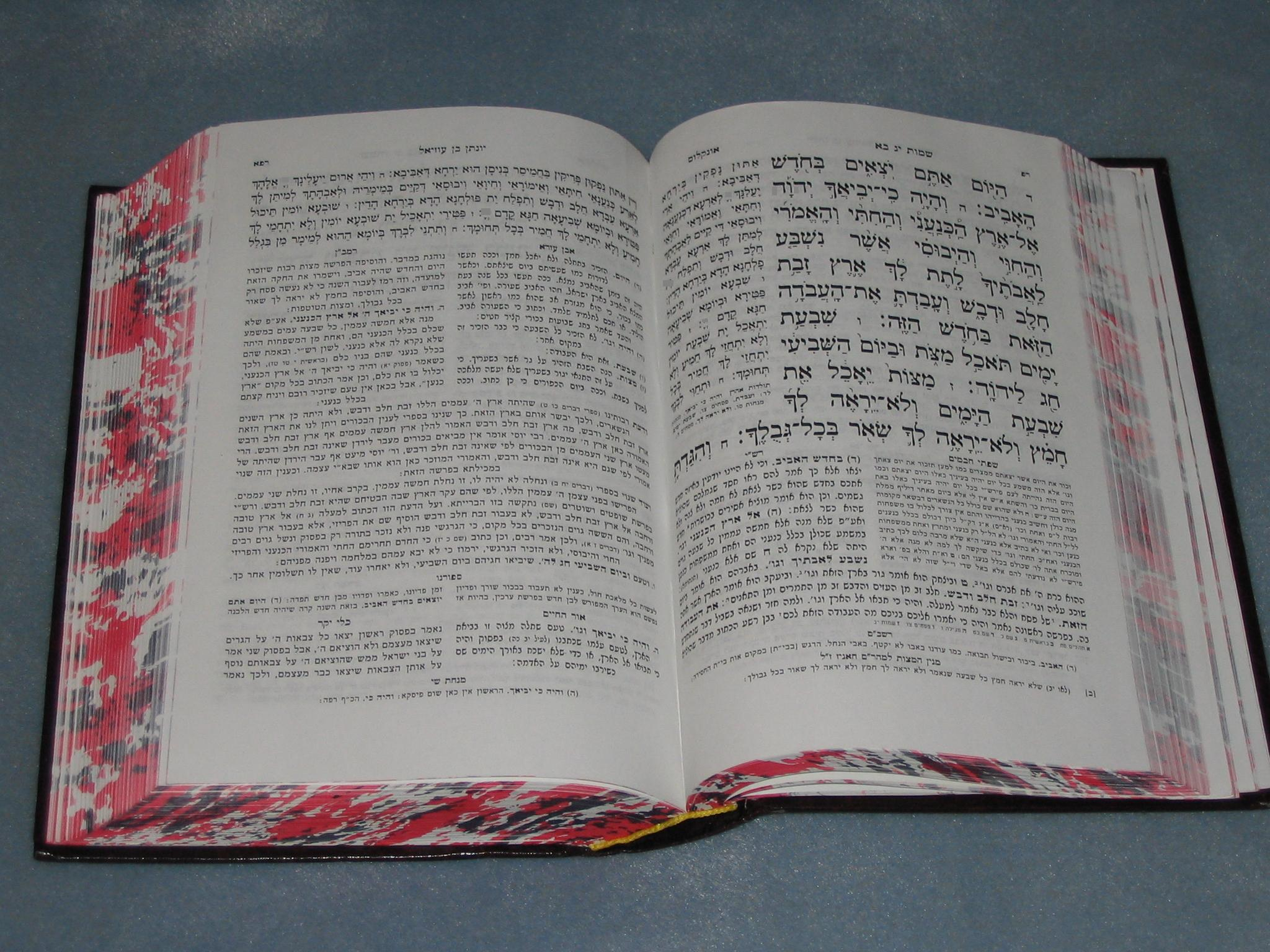
Moderní vydání Mikra'ot gdolot

Mikra'ot gdolot (hebrejsky מקראות גדולות), nebo též rabínská bible, je vydání hebrejského Tanachu (nebo jeho části), které kromě vokalizovaného masoretského biblického textu s liturgickými akcenty obsahuje i masoretský textově-kritický aparát, aramejský překlad biblického textu (Targum) a středověké biblické komentáře.
Nejpoužívanější jsou biblické komentáře, jejichž autory jsou Raši, Abraham ibn Ezra, Moše ben Nachman, David Kimchi, Šmuel ben Mejr.